# Dead Boys
Dead Boys — американская рок-группа, образованная в 1975 году в Кливленде, штат Огайо. Одна из первых групп раннего панк-рока. Входила в первую волну панка и широко признаётся как одна из наиболее влиятельных и брутальных групп панк-рока того времени.

## Успех и распад группы
Группа была образована в 1975 году бывшими участниками «Rocket From the Tombs» Читой Хромом и Джонни Блитзем и участником «Whores of Babylon» Стивом Баторсом. Изначально коллектив назывался «Frankenstein», однако в июле 1976 года сменил название на Dead Boys.
Практически сразу же после переезда в Нью-Йорк у группы формируется собственный стиль. Dead Boys очень быстро становятся популярными в американских панк кругах, выступают в легендарном клубе CBGB вместе с Ramones, Blondie, Talking Heads.
В 1977 году записывают первый альбом. Young Loud and Snotty практически сразу попадает в разряд «классических» альбомов. Большая часть песен с альбома, в том числе и заглавная композиция Sonic Reducer, были написаны ещё участниками группы Rocket from the Tombs.
Сингл Sonic Reducer, вошедший в этот альбом, назван журналом All Music Guide одним из величайших панк-гимнов всех времён. Тем не менее, несмотря на приветственные отзывы критиков, альбом очень слабо продавался, так как панк в Америке не пробил себе дорогу в той же степени, в которой это случилось в Великобритании.
В 1978 Dead Boys записывают второй альбом We Have Come for Your Children. Альбом обернулся ещё большей коммерческой неудачей. Одной из главных причин этого считается то давление, которое Sire оказывало на группу, желая изменить их звучание на коммерчески приемлемое. Проблем прибавило и нападение на барабанщика группы Джонни Блитза, который с многочисленными ножевыми ранениями оказался на грани жизни и смерти. Остальные участники группы организовали благотворительный концерт с целью сбора средств на его лечение.
В 1979 группа распалась окончательно. Однако, вскоре была вынуждена собраться вместе для выполнения контрактных обязательств перед лейблом по записи материала. В отместку вокалист группы Стив Баторс намеренно исполнил все песни, пропев их мимо микрофона, окончательно погубив коммерческий потенциал записей.

## Реформации
В 1987 году происходит воссоединение группы, было дано несколько концертов, выпущен сингл «All the Way Down» («Poison Lady»). В дальнейшем некоторые записи с тех концертов стали бонус-треками к диску «Night of the Living Dead Boys» (сам диск является записью концерта в CBGB 1979 года).
В 1989 году выпустили Younger, Louder and Snottier. Альбом состоит из демозаписей группы и миксов песен дебютного альбома.
В 1990 году Стива Баторса сбивает машина. Согласно легенде, отказавшись принимать медицинскую помощь, он умирает у себя дома во сне.
После его смерти группа собирается ещё дважды — в 2004 (концерт в Кливленде) и 2005 (концерт CBGB) годах.

## Дискография

### Альбомы
- Young Loud and Snotty (1977)
- We Have Come for Your Children (1978)
- Night of the Living Dead Boys (1981)

#### Компиляции
- Younger, Louder and Snottier (1989)
- Twisting on the Devil’s Fork (1997)
- All This and More (1998)
- Disconnected (1980)
- The Dead Boys (1994)
- The Last Race (1998)

### Синглы
- «Sonic Reducer» (1977)
- «Tell Me» (1977)
- «Search and Destroy» (1977)
- «All the Way Down/Nights Are So Long» (1987)
- «Buried Gems» (2000)